# Everythang's Corrupt
Everythang's Corrupt è il decimo album del rapper statunitense Ice Cube, pubblicato nel 2018 dalla sua Lench Mob e da Interscope. Originariamente previsto per il 2015, segna il ritorno di Ice Cube nella scena.

## Tracce
Testi di Ice Cube.
1. Super OG (Intro) – 0:37 – Teak Underdue, Dee Underdue
2. Arrest the President – 3:53 – ShawnSki
3. Chase Down the Bully – 4:06 – Beau Jaymes
4. Don't Bring Me No Bag – 3:37 – ShawnSKi
5. Bad Dope – 3:22 – Big Soj
6. On Them Pills – 3:58 – Sparkz Tha Trackman
7. Fire Water – 4:21 – Big Soj
8. Streets Shed Tears – 4:01 – Magnedo7
9. Ain't Got No Haters (featuring Too $hort) – 3:26 – DJ Pooh
10. Can You Dig It? – 4:22 – Dee Underdue, Teak Underdue
11. That New Funkadelic – 3:54 – T-Mixx
12. One for the Money – 2:21 – Magnedo7
13. Still in the Kitchen – 3:25 – Mr. Ski
14. Non Believers – 3:47 – Dee Underdue, Teak Underdue
15. Everythang's Corrupt – 3:17 – Fredwreck
16. Good Cop, Bad Cop – 3:28 – T-Mixx